# The Hole in the Wall (film 1921)
The Hole in the Wall è un film muto del 1921 diretto da Maxwell Karger. La sceneggiatura di June Mathis si basa sull'omonimo lavoro teatrale di Fred Jackson, andato in scena a New York il 26 marzo 1920.

## Trama

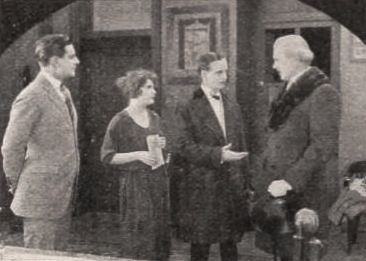
Scena del film con Alice Lake e Allan Forrest

Madame Mysteria, medium alla moda, rimane vittima di un incidente ferroviario ma i suoi tre assistenti - The Fox, Limpy Jim e Deagon - decidono di non riconoscerne il cadavere, lasciando credere che la donna sia ancora viva. I tre, tutti quanti avanzi di galera, vogliono infatti approfittare di quella morte per poter usare a loro vantaggio le preziose informazioni che la medium era riuscita ad estorcere ai suoi facoltosi clienti.
The Fox trova una ragazza, Jean Oliver, come sostituta di madame Mysteria: la giovane acconsente infatti ad aiutarli a patto che loro l'aiutino a rapire il nipote della signora Ramsey, una dama dell'alta società con la quale lei ha un conto in sospeso e di cui vuole vendicarsi. Intanto Gordon Grant, l'ex fidanzato di Jean, che lei ha perso a causa della Ramsey, si è messo a fare l'investigatore dilettante. Indagando sui rapporti che intercorrono tra madame Mysteria e le rapine perpetrate ai danni di alcuni ex clienti della medium, smaschera di malviventi e ritrova anche il bambino scomparso. Dopo che la signora Ramsey ha provveduto a rendere l'onorabilità a Jean, che viene scagionata dalle sue false accuse, la ragazza ritrova l'amore di Gordon.

## Produzione
Il film fu prodotto dalla Metro Pictures Corporation.

## Distribuzione
Il copyright del film, richiesto dalla Metro, fu registrato il 4 gennaio 1922 con il numero LP17444.
Distribuito dalla Metro Pictures Corporation, il film uscì nelle sale cinematografiche statunitensi il 12 dicembre 1921.
Non si conoscono copie ancora esistenti della pellicola che viene considerata presumibilmente perduta.